# Anne Werner

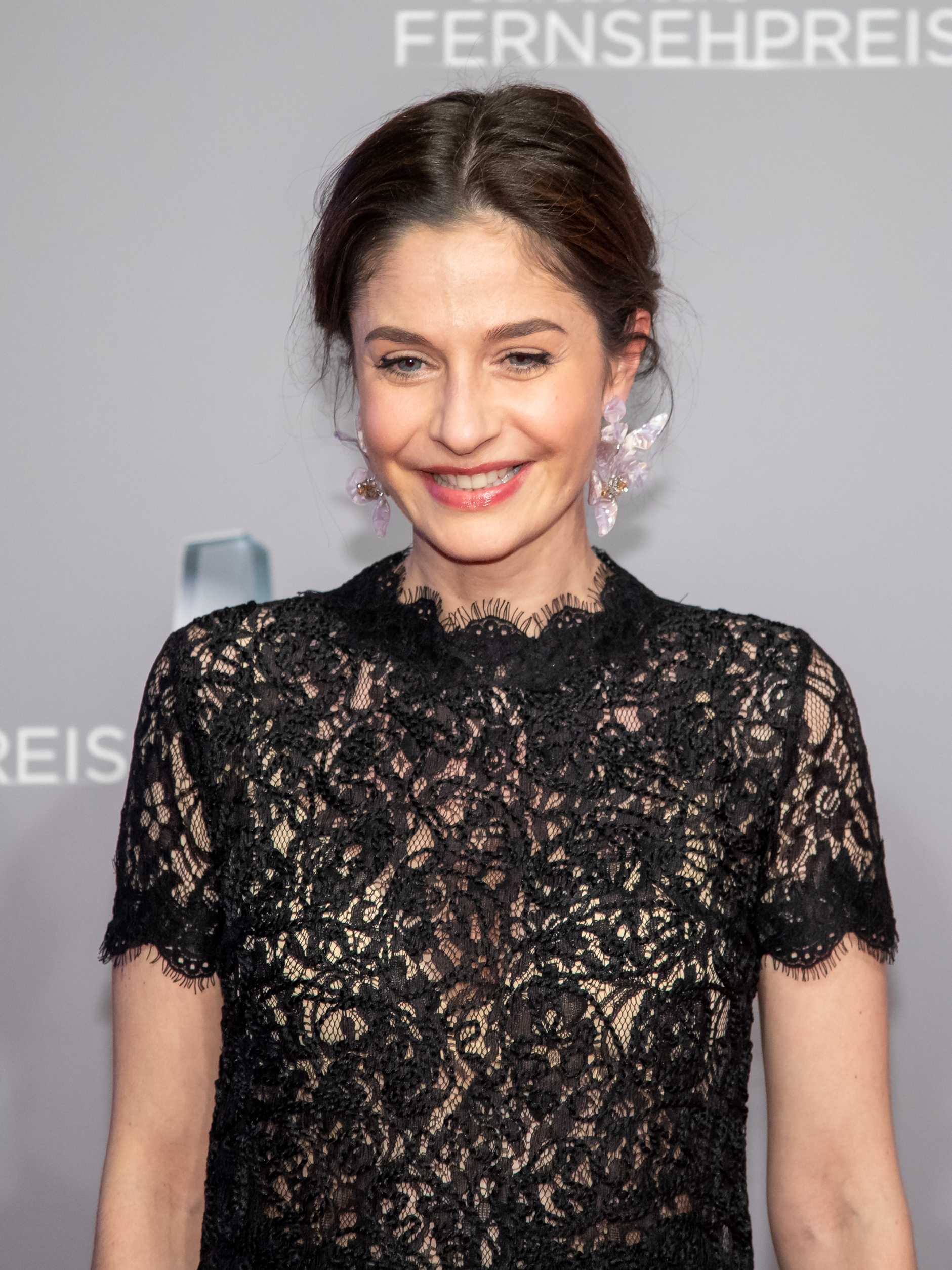
Anne Werner (2019)

Anne Werner (* 1979 in Mainz) ist eine deutsche Schauspielerin.

## Leben
Anne Werner absolvierte 2003 bis 2004 in den USA ihre Schauspielausbildung an der Ball State University. Nach ihrer Ausbildung ging sie wieder zurück nach Deutschland. Werner stand sowohl in Deutschland als auch im Ausland vor der Kamera. In Deutschland war sie unter anderem im Tatort, der SOKO Stuttgart, bei Die Rosenheim-Cops und Schloss Einstein zu sehen. Seit 2017 ist Werner in der ARD-Fernsehreihe Praxis mit Meerblick an der Seite von Tanja Wedhorn als Dr. Maja Pirsich in einer durchgehenden Serienrolle zu sehen. Des Weiteren spielte sie in mehreren Werbespots mit.
Anne Werner wohnt in Berlin.

## Filmografie
- 1999: Boy needs Girl (Kino)
- 1999: Spiel mit dem Feuer
- 2001: Durch dick und Dünn
- 2003: Taschenliebe (Kino)
- 2006: Left and Leaving (Kino)
- 2007: No se Vaya (Kurzfilm)
- 2009: Bobby spielt das Leben (Kino)
- 2009: Freiheit um jeden Preis
- 2009: Tatort – Heimwärts (Fernsehreihe)
- 2010: Schloss Einstein (Fernsehserie, 4 Episoden)
- 2010: Rumpe & Tuli (Kino)
- 2010: SOKO Leipzig (Fernsehserie, Episode High Noon)
- 2011: Küstenwache (Fernsehserie, Episode Auf der Kippe)
- 2012: SOKO München (Fernsehserie, Episode Das letzte Solo)
- 2012: Inga Lindström – Ein Lied für Solveig (Fernsehreihe)
- 2013: In aller Freundschaft (Fernsehserie, Episode Offene Wunden)
- 2014: 16 über Nacht!
- 2016: Der Bergdoktor (Fernsehserie, Episode Erzwungene Liebe)
- 2016–2017: SOKO Stuttgart (Fernsehserie, 7 Episoden)
- 2016: Ku’damm 56 (Fernsehdreiteiler, 3 Episoden)
- 2016: Alarm für Cobra 11 – Die Autobahnpolizei (Fernsehserie, Episode Risiko)
- 2017: Die Rosenheim-Cops (Fernsehserie, Episode Ein Karton kommt selten allein)
- 2017: Neben der Spur – Dein Wille geschehe (Fernsehreihe)
- seit 2017: Praxis mit Meerblick (Fernsehserie)
- 2017–2019: Ostfrieslandkrimis (Fernsehreihe)
  - 2017: Ostfriesenkiller
  - 2018: Ostfriesenblut
  - 2019: Ostfriesensünde
- 2018: Familie Dr. Kleist (Fernsehserie, Episode Das große Zittern)
- 2018: Inga Lindström – Das Geheimnis der Nordquists (Fernsehreihe)
- 2018: Tatort: Wir kriegen euch alle (Fernsehreihe)
- 2020: Morden im Norden: Bilder des Todes
- 2020: Das Geheimnis des Totenwaldes (Fernsehfilm)
- 2023: Doktor Ballouz (Fernsehserie, Episode Scherbenhaufen)